# 菱苦土鉱
菱苦土石（りょうくどせき、magnesite、マグネサイト）は、鉱物（炭酸塩鉱物）の一種。菱苦土鉱（りょうくどこう）ともいう。方解石グループに属する。
組成は炭酸マグネシウム（MgCO3）で、菱鉄鉱（FeCO3）との間では連続固溶体を形成する。三方晶系。純粋なものは透明か白だが、不純物を含み色のついているものもある。比重3.0。モース硬度3.5-4.5。 

## 用途・加工法
ハウライトと混同されて売られていることがある。現在流通しているハウライトのビーズなどの多くはマグネサイトである。またトルコ石やラピスラズリの代用品として、染めて使われることが多い石でもある。

## 産出地
中国が最大の産出地であり他国を圧倒しており、ブラジルがそれに続く。
埋蔵量においては北朝鮮が小国ながら世界第一位のロシアに次いで19%の埋蔵量を誇っている。

## ブロイネル石
鉄を少し含む亜種をブロイネル石（breunnerite）という。